# Campionato nordamericano di calcio 1949
Il Campionato nordamericano di calcio 1949 (NAFC Championship 1949) fu la seconda competizione calcistica per nazione organizzata dalla NAFC. La competizione si svolse in Messico dal 4 settembre al 25 settembre 1949 e vide la partecipazione di tre squadre: Cuba, Messico e Stati Uniti. Il Canada fu invitato ma non inviò nessuna squadra alla competizione.
L'edizione del 1949 servì anche come qualificazione alla Coppa del Mondo 1950, per la quale furono messi in palio due posti.
La NAFC organizzò questa competizione nel 1947 e nel 1949. Altre due edizioni furono organizzate dalla NAFU (confederazione regionale della CONCACAF) nel 1990 e nel 1991 (North American Nations Cup). Il Canada non partecipò alle prime due edizioni nonostante fosse stato membro fondatore della NAFC.

## Formula
- Qualificazioni

Nessuna fase di qualificazione. Le squadre sono qualificate direttamente alla fase finale.
- Fase finale

Girone unico - 3 squadre: giocano partite di andata e ritorno. La prima classificata si laurea campione NAFC. Le prime due classificate si qualificano al Campionato mondiale di calcio 1950.

## Stadi
| Città del Messico             | Città del Messico |
| ----------------------------- | ----------------- |
| Stadio Ciudad de los Deportes | Città del Messico |
| Capienza: 32.904              | Città del Messico |
|                               | Città del Messico |

## Squadre partecipanti
| Pr. | Squadra     | Data di qualificazione certa | Partecipante in quanto | Partecipazioni precedenti al torneo | Ultima presenza |
| --- | ----------- | ---------------------------- | ---------------------- | ----------------------------------- | --------------- |
| 1   | Cuba        | -                            | Qualificata di diritto | 1 (1947)                            | Cuba 1947       |
| 2   | Messico     | -                            | Qualificata di diritto | 1 (1947)                            | Cuba 1947       |
| 3   | Stati Uniti | -                            | Qualificata di diritto | 1 (1947)                            | Cuba 1947       |

Nella sezione "partecipazioni precedenti al torneo", le date in grassetto indicano che la nazione ha vinto quella edizione del torneo, mentre le date in corsivo indicano la nazione ospitante.

## Fase finale

### Girone unico

#### Classifica
| Pos | Squadra     | P.ti | G | V | N | P | GF | GS | DR  |
| --- | ----------- | ---- | - | - | - | - | -- | -- | --- |
| 1   | Messico     | 8    | 4 | 4 | 0 | 0 | 17 | 2  | +15 |
| 2   | Stati Uniti | 3    | 4 | 1 | 1 | 2 | 8  | 15 | -7  |
| 3   | Cuba        | 1    | 4 | 0 | 1 | 3 | 3  | 11 | -8  |

Messico e Stati Uniti qualificati alla fase finale del Campionato mondiale di calcio 1950.

#### Risultati
| Città del Messico 4 settembre 1949, ore 12:00 UTC-6                                        | Stati Uniti | 0 – 6                                                    | Messico | Stadio de los Deportes (60000 spett.) |
| \| \| \| \| \| \| Marcatori \| 20’ Flores 30’ Luna 37’ 55’ 58’ de la Fuente 85’ Septién \| |             |                                                          |         |                                       |
|                                                                                            |             |                                                          |         |                                       |
|                                                                                            | Marcatori   | 20’ Flores 30’ Luna 37’ 55’ 58’ de la Fuente 85’ Septién |         |                                       |

| Città del Messico 11 settembre 1949, ore 12:00 UTC-6   | Messico   | 2 – 0 | Cuba | Stadio de los Deportes (60000 spett.) |
| \| \| \| \| \| Luna 26’ Casarín 57’ \| Marcatori \| \| |           |       |      |                                       |
|                                                        |           |       |      |                                       |
| Luna 26’ Casarín 57’                                   | Marcatori |       |      |                                       |

| Città del Messico 14 settembre 1949, ore 20:30 UTC-6    | Cuba      | 1 – 1       | Stati Uniti | Stadio de los Deportes (8000 spett.) |
| \| \| \| \| \| Gómez 28’ \| Marcatori \| 23’ Wallace \| |           |             |             |                                      |
|                                                         |           |             |             |                                      |
| Gómez 28’                                               | Marcatori | 23’ Wallace |             |                                      |

| Città del Messico 18 settembre 1949, ore 12:00 UTC-6                                                             | Messico   | 6 – 2                 | Stati Uniti | Stadio de los Deportes (30000 spett.) |
| \| \| \| \| \| Ortíz 14’ Casarín 23’ 41’ 76’ de la Fuente 47’ Ochoa 89’ \| Marcatori \| 90’ Wattman 52’ Souza \| |           |                       |             |                                       |
| |           |                       |             |                                       |
| Ortíz 14’ Casarín 23’ 41’ 76’ de la Fuente 47’ Ochoa 89’                                                         | Marcatori | 90’ Wattman 52’ Souza |             |                                       |

| Città del Messico 21 settembre 1949, ore 20:30 UTC-6                                                    | Stati Uniti | 5 – 2                 | Cuba | Stadio de los Deportes (5000 spett.) |
| \| \| \| \| \| Bahr 16’ Souza 23’ Matevich 30’ 35’ Wallace 48’ \| Marcatori \| 42’ Barquin 50’ Veiga \| |             |                       |      |                                      |
| |             |                       |      |                                      |
| Bahr 16’ Souza 23’ Matevich 30’ 35’ Wallace 48’                                                         | Marcatori   | 42’ Barquin 50’ Veiga |      |                                      |

| Città del Messico 21 settembre 1949, ore 12:00 UTC-6                 | Messico   | 3 – 0 | Cuba | Stadio de los Deportes (35000 spett.) |
| \| \| \| \| \| Naranjo 44’ Flores 58’ Naranjo 88’ \| Marcatori \| \| |           |       |      |                                       |
|                                                                      |           |       |      |                                       |
| Naranjo 44’ Flores 58’ Naranjo 88’                                   | Marcatori |       |      |                                       |

## Statistiche

### Classifica marcatori
4 reti
- Horacio Casarín
- Luis de la Fuente

2 reti
- Antonio Flores
- Luis Luna
- José Naranjo
- Pete Matevich
- John Souza
- Frank Wallace

1 rete
- Jacinto Barquín
- José Gómez
- Santiago Veiga
- Mario Ochoa
- Héctor Ortíz
- Carlos Septién
- Walter Bahr
- Ben Wattman